# Affaire Shimanaka
L'affaire Shimanaka (嶋中事件, Shimanaka jiken) également désigné sous le nom d’incident Furyū mutan (風流夢譚事件, Furyū mutan jiken), cet événement constitue une attaque perpétrée par l’extrême droite japonaise, survenue le 1er février 1961 au Japon, ainsi que la controverse publique qui s’ensuivit. L’affaire trouve son origine dans la publication d’une nouvelle de l’écrivain Shichirō Fukazawa, parue dans la revue Chūō Kōron, laquelle contenait une séquence onirique figurant la décapitation de l’empereur et de sa famille au moyen d’une guillotine. En réaction à cette parution, un jeune militant d’extrême droite âgé de 17 ans , Kazutaka Komori, pénétra par effraction dans la demeure du président de Chūō Kōron, Hōji Shimanaka . Lors de cette intrusion, il tua une domestique et blessa grièvement l’épouse de Shimanaka.
L’incident de Shimanaka joua un rôle déterminant dans l’instauration du « tabou du chrysanthème » au Japon durant l’après-guerre. Ce phénomène conduisit les écrivains et les médias à pratiquer une stricte autocensure, s’abstenant de toute évocation littéraire ou artistique de l’empereur et des membres de la famille impériale,.  

## Contexte
En 1960, le Japon fut le théâtre de vastes manifestations populaires, connues sous le nom de mouvement Anpo, opposées au renouvellement du traité de sécurité nippo-américain. Ces protestations, rassemblant des centaines de milliers de personnes, atteignirent leur paroxysme en juin 1960, lorsque des heurts violents entraînèrent la mort d’une étudiante. Ce climat d’instabilité contraignit le Premier ministre Nobusuke Kishi à se démettre de ses fonctions. Dans ce contexte troublé, l’écrivain Shichirō Fukazawa publia, en novembre 1960, une nouvelle intitulée Furyū mutan (« Le Conte d’un rêve élégant ») dans la revue Chūō Kōron. Ce récit, de forme satirique, met en scène un narrateur anonyme dépeignant un songe dans lequel l’empereur, l’impératrice, ainsi que le prince et la princesse héritiers, sont guillotinés par des manifestants d’extrême gauche, lors d’une révolution évoquant les récents événements anti-traité. Cette fiction, bien que fantasmagorique, suscita une vive polémique en raison de sa charge subversive à l’égard de la famille impériale, institution alors encore considérée comme sacro-sainte par une partie de la société japonaise. 
Selon l'historien Nick Kapur, le récit de Fukazawa constituait moins une critique de l'institution impériale japonaise qu'une dénonciation des dérives des manifestations gauchistes. À titre d'exemple, Fukazawa employa un calembour reposant sur le terme japonais désignant l'« aile gauche » (左翼, sayoku), en substituant le sinogramme « aile » (翼, yoku) par son homophone signifiant « cupidité » (欲, yoku). 
Néanmoins, les ultranationalistes de droite japonais, ainsi que l’Agence de la Maison impériale, firent part de leur indignation et réclamèrent des excuses officielles. Leur opposition portait notamment sur la description des effigies de l’empereur et de l’impératrice « roulant et claquant » (sutten korokoro karakara korogatte), qu’ils jugèrent dégradante pour l’institution impériale et portant atteinte à l’honneur national du Japon. 
Initialement, les journalistes et les organes de presse de gauche prirent fait et cause pour Fukazawa et son récit, invoquant la défense des libertés d’expression et de création. Ils firent valoir que des œuvres de fiction et des productions artistiques antérieures aux années 1950 avaient formulé des critiques bien plus acerbes à l’encontre de l’Empereur. Par ailleurs, ils rappelèrent que ce dernier avait lui-même renoncé à son caractère divin en 1946, ce qui, selon eux, lui ôtait toute prétention à une protection particulière.
Initialement, la rédaction du magazine Chūō Kōron ne répondit pas aux protestations suscitées par l’un de ses articles. Toutefois, le 28 novembre, huit membres du Parti patriotique du Grand Japon (Dai Nippon Aikokutō), dirigé par le démagogue d’extrême droite Bin Akao, firent irruption au siège de la publication pour exiger des excuses formelles. Le 29 novembre, l’Agence de la Maison impériale (Kunaichō) annonça son intention d’envisager une action en diffamation contre le périodique, au nom de l’empereur Hirohito. Le 30 novembre, Kiyoshi Takemori, rédacteur en chef de Chūō Kōron, se rendit à l’Agence pour présenter ses excuses solennelles à l’empereur. Le lendemain (31 novembre), il rencontra Bin Akao et s’engagea à publier une déclaration de regret dans le numéro de décembre du magazine. 
Cependant, Akao et d’autres figures de la droite conservatrice demeurèrent entièrement insatisfaits des excuses officielles présentées par Chūō Kōron, lesquelles se limitaient à regretter l’emploi des véritables noms des membres de la famille impériale. La revue avait en outre inclus la formule « mettant de côté les mérites littéraires de l’histoire », laissant ainsi supposer que le récit incriminé possédait effectivement une certaine valeur artistique. Par la suite, les membres du Parti patriotique du Grand Japon, dirigé par Akao, ainsi que d’autres groupes ultranationalistes tels que la Société des Aiguilles de Pin (Matsubakai) et la Société de l’Essence nationale (Kokusuikai), organisèrent quotidiennement des manifestations devant les locaux de Chūō Kōron, exigeant des excuses plus complètes et une rétractation formelle. 
La colère des groupes nationalistes s'intensifia davantage lorsque des excuses plus approfondies ne parurent pas dans l'édition de janvier de la revue Chūō Kōron. Le 30 janvier, Bin Akao conduisit lui-même un contingent plus important, composé d'une trentaine de militants, dans une nouvelle irruption au siège de la publication. Ils exigeaient que des excuses formelles fussent insérées dans le numéro de février. 

## Attaque contre la maison de Shimanaka
Deux jours plus tard, dans la soirée du 1er février, un jeune homme de dix-sept ans, affilié à l’extrême droite et nommé Kazutaka Komori, fit irruption dans la résidence de Hōji Shimanaka, président et directeur des éditions Chūō Kōron. Absent au moment des faits, Shimanaka échappa à l’agression. Cependant, Komori brandit une lame et porta des coups mortels à l’épouse de Shimanaka, Masako, la laissant grièvement blessée. Puis, alors que la domestique de la maison, Kane Maruyama, âgée de cinquante ans, tentait de lui arracher l’arme, il la frappa à son tour, causant sa mort. L’assaillant prit ensuite la fuite, échappant provisoirement aux poursuites,.  
Komori se présenta spontanément au poste de police du village de chiffonniers de Sanya le matin suivant. Lors de sa fouille, les agents découvrirent un mouchoir sur lequel était inscrit un poème : « Longue vie à l’Empereur ! Qui hésiterait à sacrifier son existence pour le souverain et la patrie, alors que la vie de l’homme n’est que comme la rosée sur l’herbe ?» Komori affirma avoir agi seul, sans ordre ni instigation d’autrui. Les investigations policières révélèrent toutefois qu’il avait été membre du Parti patriotique du grand Japon, fondé par Bin Akao, et qu’il n’avait officiellement quitté cette organisation que le matin même de son forfait. En raison de ce lien jugé suspect, Bin Akao fut appréhendé pour complicité présumée de meurtre. Toutefois, faute de preuves suffisantes, il ne fut pas inculpé pour ce chef d’accusation, mais condamné à huit mois d’emprisonnement pour des délits mineurs, tels que trouble à l’ordre public et menaces. Komori, quant à lui, fut jugé en tant qu’adulte et écopa d’une peine de quinze années de détention. 

## Conséquences
L’attentat de Komori porta la controverse du Furyū mutan à l’attention du pays. Plusieurs figures politiques et publiques de premier plan manifestèrent leur soutien à Komori, tout en condamnant la revue Chūō Kōron pour avoir publié un texte jugé séditieux. Certains parlementaires conservateurs évoquèrent même l’élaboration d’une loi visant à rétablir le crime de lèse-majesté, tel qu’il existait avant-guerre. Fukazawa, ainsi que d’autres écrivains supposés proches de lui – dont Yukio Mishima –, firent l’objet de menaces de mort répétées. La presse, tout en réprouvant la violence de Komori, estima que la publication du récit avait été « malavisée ». Une partie des intellectuels de gauche eux-mêmes désapprouvèrent le texte de Fukazawa, déclenchant une vive polémique dans les revues littéraires nippones autour de la notion de « valeur littéraire ». 
Le lendemain de l’attaque visant la demeure de Shimanaka, l’auteur Fukuzawa exprima sa stupéfaction lors d’une entrevue. Il déclara ne s’être jamais figuré que son récit pût susciter un acte d’une telle violence. Avec une retenue marquée, il ajouta : « S’il [Komori] entendait assouvir sa rancœur, c’est à moi qu’il eût dû s’en prendre. »
À la suite de l’attaque dirigée contre la demeure de Shimanaka, Takemori, rédacteur en chef du Chūō Kōron, adopta dans un premier temps une posture de fermeté. Le 5 février, il publia une déclaration officielle dans laquelle il renouvelait ses excuses pour avoir employé les véritables noms de membres de la famille impériale. Toutefois, il affirmait également que la revue entendait « se vouer de nouveau » à la défense de la liberté d’expression. 
Shimanaka lui-même, qui jusqu’alors s’était abstenu de toute déclaration publique, publia le lendemain un communiqué en réponse à celui de sa propre maison d’édition. Il y exprimait de profonds regrets pour la parution de Furyū mutan, qu’il qualifia d’« impropre à l’impression », et présenta des excuses personnelles pour « avoir troublé l’ordre social au point de susciter des violences ». Dans la journée, Shimanaka accepta la démission de Takemori. Quant à l’auteur Fukazawa, il tint une conférence de presse où, visiblement ému aux larmes, il fit également amende honorable pour son récit. Peu après, il se retira dans une série de lieux tenus secrets, sous la protection constante des forces de l’ordre, et demeura absent de la vie publique durant les cinq années suivantes.
Plus tard cette même année, les parlementaires conservateurs déclarèrent que leur projet de loi sur le crime de lèse-majesté était prêt à être examiné par la Diète nationale. Toutefois, une coalition de journaux et de magazines parvint à un accord avec les législateurs : en échange de l’abandon du texte, les médias s’engageaient à exercer un « autocontrôle » et à éviter toute publication relative à la famille impériale. Par la suite, l’affaire Shimanaka fut citée par les historiens comme un événement ayant renforcé ce que l’on nomme le « tabou du chrysanthème » (菊タブー, kiku tabū), en référence aux armoiries impériales). Cette convention informelle, mais strictement observée dans le Japon d’après-guerre, prohibe toute évocation directe de l’empereur ou de la maison impériale dans les œuvres littéraires ou artistiques.